# Судичи (Чайниче)
У данного термина есть ещё значения, смотрите статью Судичи
Судичи (серб. Судићи, босн. Sudići) — населенный пункт (деревня) в общине Чайниче, который принадлежит энтитету Республике Сербской, Босния и Герцеговина. По результатам югославской переписи населения 1991 года в Судичах проживало 59 человек.

## Население
| 1991                           | - | - | - | - | - | - |
| ------------------------------ | - | - | - | - | - | - |
| 59                             | - | - | - | - | - | - |
| Гистограмма динамики населения |   |   |   |   |   |   |

По данным на 1991 год, 100 % населения деревни составляют мусульмане (боснийцы).